# Evangelische Kirche (Raidwangen)

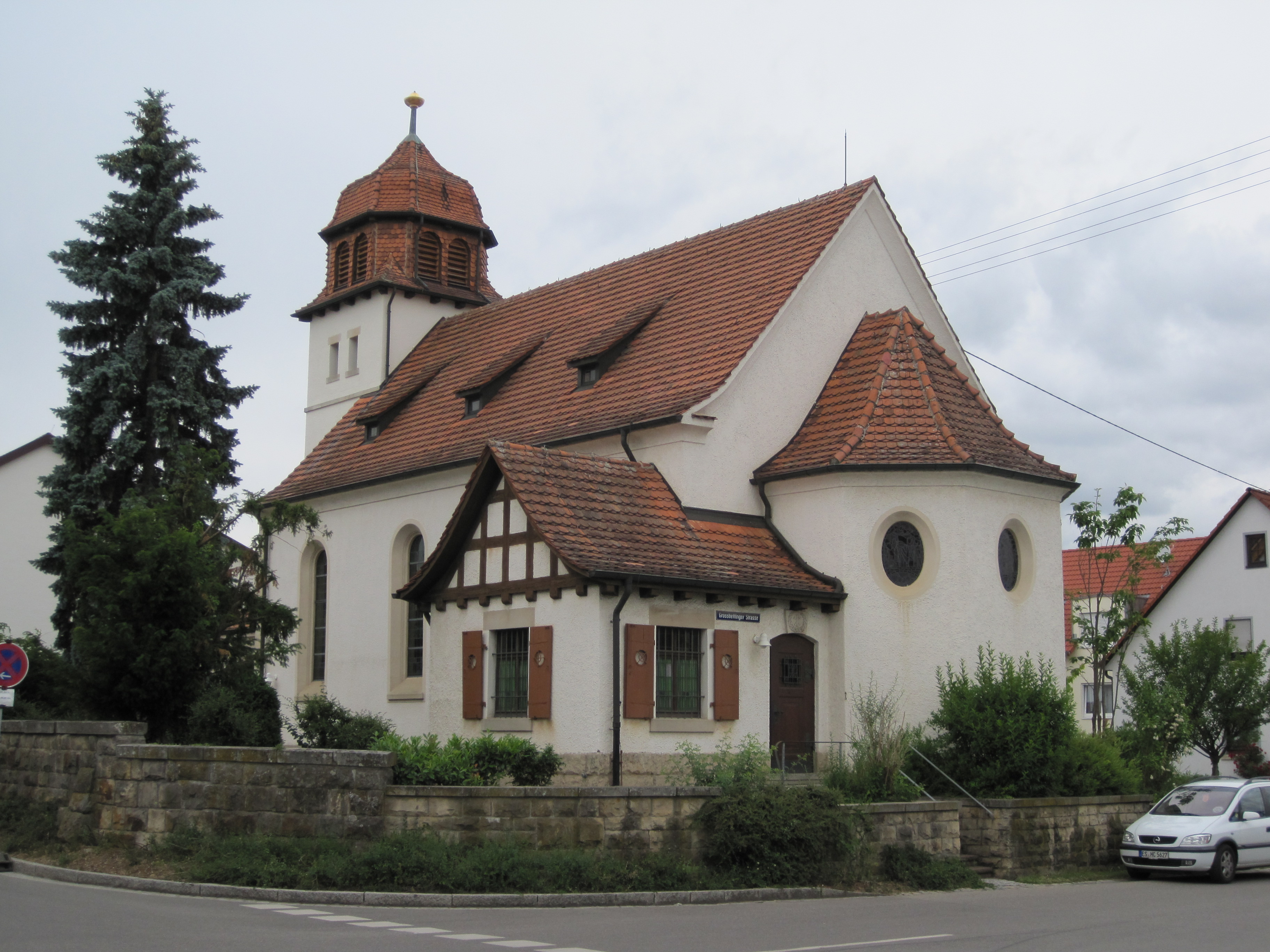
Kirche Raidwangen

Die Evangelische Kirche in Raidwangen, einem Stadtteil von Nürtingen im Landkreis Esslingen in Baden-Württemberg, ist die Gemeindekirche der Kirchengemeinde Raidwangen, die zum Kirchenbezirk Nürtingen der Evangelischen Landeskirche in Württemberg gehört. 

## Beschreibung
Seit 1507 war die Kirchengemeinde Raidwangen eine Filiale von Neckarhausen. Dort mussten auch die Gottesdienste besucht werden. Am Ende des 19. Jahrhunderts kam in der Bevölkerung der Wunsch nach einer eigenen Kirche auf. Nachdem die Finanzierung gesichert war, konnte 1909 mit dem Bau begonnen werden. Architekt der neuromanischen Kirche war Karl Gustav Bangert aus Nürtingen. Die Orgel wurde von den Orgelbaumeistern Gebrüder Link aus Giengen an der Brenz gebaut. Am 20. Februar 1910 wurde die Kirche mit einem Festgottesdienst eingeweiht.

## Glocken
Die drei Glocken (C-Dur Dreiklang) wurde von der Firma Heinrich Kurtz in Stuttgart gegossen. Sie blieben allerdings nicht lange auf dem Turm, zwei mussten im Ersten Weltkrieg abgegeben werden. Die dritte wurde an die Kirchengemeinde Altdorf verkauft. 1921 erhielt Raidwangen von Wilhelm Henzler aus Ohio, USA, drei Eisenhartgussglocken, die bis 2009 im Kirchturm hingen. Im Juni 2009 wurden drei neue Glocken aus Bronze (G1, H2 und D2) aufgehängt.